# 20e cérémonie des Chicago Film Critics Association Awards
La 20e cérémonie des Chicago Film Critics Association Awards, décernés par la Chicago Film Critics Association, a eu lieu le 13 décembre 2007, et a récompensé les films réalisés dans l'année.

## Palmarès
- Meilleur film : 
  - No Country for Old Men
- Meilleur réalisateur : 
  - Joel et Ethan Coen pour No Country for Old Men
- Meilleur acteur : 
  - Daniel Day-Lewis pour le rôle de Daniel Plainview dans There Will Be Blood
- Meilleure actrice : 
  - Elliot Page pour le rôle de Juno MacGuff dans Juno
- Meilleur acteur dans un second rôle : 
  - Javier Bardem pour le rôle d'Anton Chigurh dans No Country for Old Men
- Meilleure actrice dans un second rôle : 
  - Cate Blanchett pour le rôle de Jude Quinn dans I'm Not There
- Acteur le plus prometteur : 
  - Michael Cera pour le rôle de Paulie Bleeker dans Juno
- Réalisateur le plus prometteur : 
  - Ben Affleck – Gone Baby Gone
- Meilleur scénario original : 
  - Juno – Diablo Cody
- Meilleur scénario adapté : 
  - No Country for Old Men – Joel et Ethan Coen
- Meilleure photographie : 
  - L'Assassinat de Jesse James par le lâche Robert Ford (The Assassination of Jesse James by the Coward Robert Ford) – Roger Deakins
- Meilleure musique de film : 
  - Once – Glen Hansard et Markéta Irglová
- Meilleur film en langue étrangère : 
  - 4 mois, 3 semaines, 2 jours (4 luni, 3 săptămâni şi 2 zile) •  Roumanie
- Meilleur film d'animation : 
  - Ratatouille
- Meilleur film documentaire : 
  - Sicko